# Ancarano (Italia)
Ancarano (Angarà o 'ngarà in dialetto locale) è un comune italiano di 1 893 abitanti della provincia di Teramo in Abruzzo e fa parte della unione dei comuni Città Territorio-Val Vibrata.

## Geografia fisica

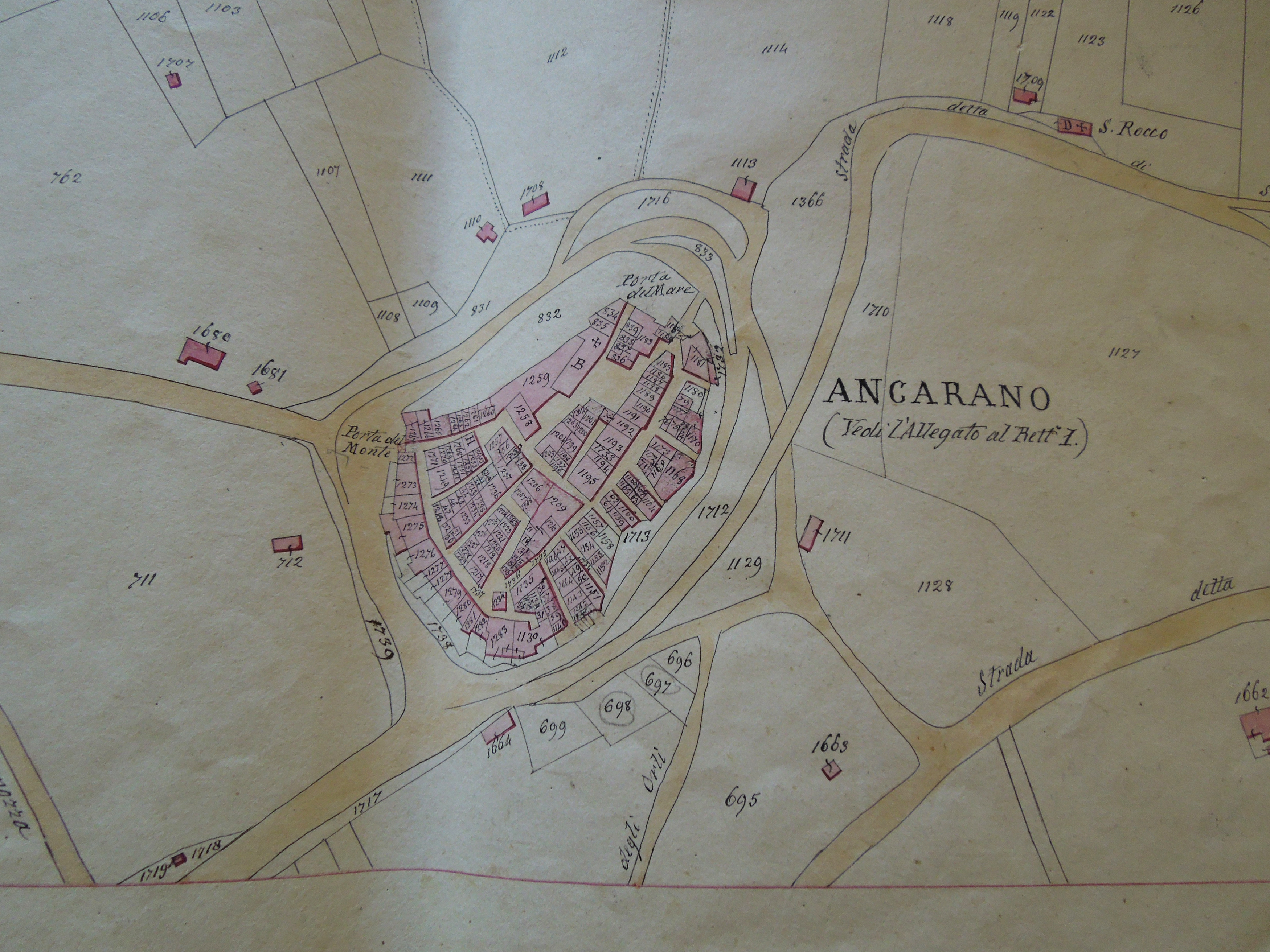
Particolare del paese di Ancarano disegnato nel Foglio IX della Mappa del Comune di Ancarano, Provincia di Abruzzo Ultra Primo, datata 12 giugno 1883 e sottoscritta dal dirigente dell'Ufficio tecnico di Finanza ingegner Bonomi, copiata da quella aggiornata dall'ingegner Alessandro Imperiali nell'anno 1882 e conservata presso l'Archivio di Stato di Teramo.

Il comune di Ancarano si estende nella Val Vibrata, a sud del fiume Tronto. Il paese sorge su una collina, da dove si può scorgere quasi l'intera media vallata del Tronto.
Il territorio di Ancarano confina a nord con i comuni marchigiani di Ascoli Piceno, Colli del Tronto e Spinetoli, ad est con Controguerra e Torano Nuovo, a sud con Sant'Egidio alla Vibrata e Torano Nuovo, e ad ovest sempre con Sant'Egidio alla Vibrata.
Nella classificazione sismica della protezione civile è identificato come Zona 2, cioè zona a sismicità media, mentre nella classificazione climatica è contrassegnato come Zona D.

## Origini del nome
Il nome del paese di Ancarano deriva da un prediale composto dal nome latino di Anc(h) arius cui è stato aggiunto il suffisso anus.
Lo storico Sebastiano Andreantonelli attribuisce alla denominazione del borgo una correlazione ad Ancaria, divinità venerata nella città di Ascoli Piceno, che, secondo quanto tramandato dagli storici locali, ebbe in questo luogo un tempio.
Esiste un toponimo analogo, Località Ancarano, nel Comune di Fabro (Terni), in territorio Alto Orvietano, in prossimità dell'antica Via Cassia/Traiana e poi Romea Teutonica, che potrebbe derivare da “angara” (dal persiano: ricovero, stazione per "angari", emissari, corrieri. Vedasi Ankara in Turchia). Forse vi esisteva una stazione di posta per i corrieri imperiali del Cursus Publicus, poi denominata con termine persiano in epoca bizantina o longobarda, se si prende per buono il riferimento germanico.
Ciò non esclude comunque la possibilità di un culto in zona alla dea etrusco-picena Ancaria.

## Storia

### Origini
A detta degli antichi storiografi Panfilo Serafini, Giamberardino Delfico e Niccola Palma, l'area di Ancarano sarebbe stata abitata sin dal I millennio a.C. dai Pelasgi, poi dai Piceni e gli Etruschi nell'VIII-VI secolo a.C. Le ipotesi di Palma e del Delfico sono state confermate dalla presenza di sepolcri neolitici, i cui corredi funebri sono stati conservati nel Museo archeologico a Campli (TE); dato il materiale d'importazione, le popolazioni della fascia collinare-costiera del teramano commerciarono con altre popolazioni che viaggiavano lungo l'Adriatico e con gli Etruschi.
Gli storico concordano col fatto che l'antico villaggio sorgesse dove si trova il borgo medievale, con un grande tempio dedicato alla dea Ancaria, la divinità etrusca venerata dai Piceni, che popolavano queste contrade del teramano.

### Medioevo e Stato Pontificio
L'antico villaggio fu distrutto dalle orde di Saraceni nel IX secolo che assaltavano le coste e l'entroterra abruzzese, poi nuovamente dall'esercito di Carlo Magno, venuto a reprimere i Longobardi; Ancarano viene ricostruita come castello, e donata da Carlo al vescovo di Ascoli Piceno, divenendo residenza estiva del vescovo ascolano. Il palazzo vescovile si trovava nel bel centro di Ancarano, attuale palazzo comunale, ex asilo voluto dal benefattore Alessandro Spalazzi; era ben descritto con dei cassettoni nel soffitto.
Dal '300 al '400 Ancarano, per i confini naturali del fiume Tronto tra la Marca Anconetana e l'Abruzzo, soffrì le lotte intestine tra i vari signori. Il duca di Atri Giosia Acquaviva lottò varie volte contro Francesco Maria Sforza, figlio di Muzio Attendolo, che governava la Marca per il possesso di Ancarano. Nel 1490 cessarono le ostilità per i confini territoriali di Ancarano, con la pace di Torano Nuovo, e secondo alcuni proprio per questa occasione, fu commissionata a Silvestro dell'Aquila (o Silvestro Ariscola di Giacomo di Sulmona) la statua rinascimentale della Madonna della Pace per l'omonima chiesa. Fino all'epoca della conquista spagnola dell'Abruzzo, Ancarano subì le vessazioni dei duchi Acquaviva di Atri per il possedimento dei territori.
Nel 1527 la pestilenza coinvolse anche Ancarano, che sviluppò il culto per San Rocco, edificandogli una cappella verso il cimitero. Sempre in questi anni, Ancarano viene assediata dal Duca d'Alba nell'ambito della guerra del Tronto contro il Papa per il prezzo del sale. Metà borgo viene distrutto, ancora oggi è possibile vedere la porzione mancante a nord, tuttavia il vescovo di Ascoli Monsignor Roverella aiuta gli ancaranesi a ricostruire il paese.

### Epoca moderna e contemporanea
Dal 1808 al 1812 fece parte del Regno di Napoli murattiano. Nel 1818 entrò nello Stato Pontificio insieme ad Ascoli; nel 1848 per breve tempo fece parte della Repubblica Romana di Mazzini. Nel 1852 fu annessa al Regno delle Due Sicilie, in seguito ad uno scambio di territori, fino a quando nel 1860 si votò il plebiscito all'annessione del Regno d'Italia. Ancarano vide passare il drappello di Vittorio Emanuele II in visita negli Abruzzi, per incontrare Garibaldi a Teano. Fu inclusa nel distretto di Teramo nell'Abruzzo Ulteriore I, e poi nel 1927 ufficialmente nella sua provincia.

### Simboli
Lo stemma comunale è stato riconosciuto con DCG dell'8 agosto 1931. Il gonfalone, concesso con regio decreto del 1° maggio 1930, è un drappo di azzurro.

## Monumenti e luoghi d'interesse

### Architetture religiose

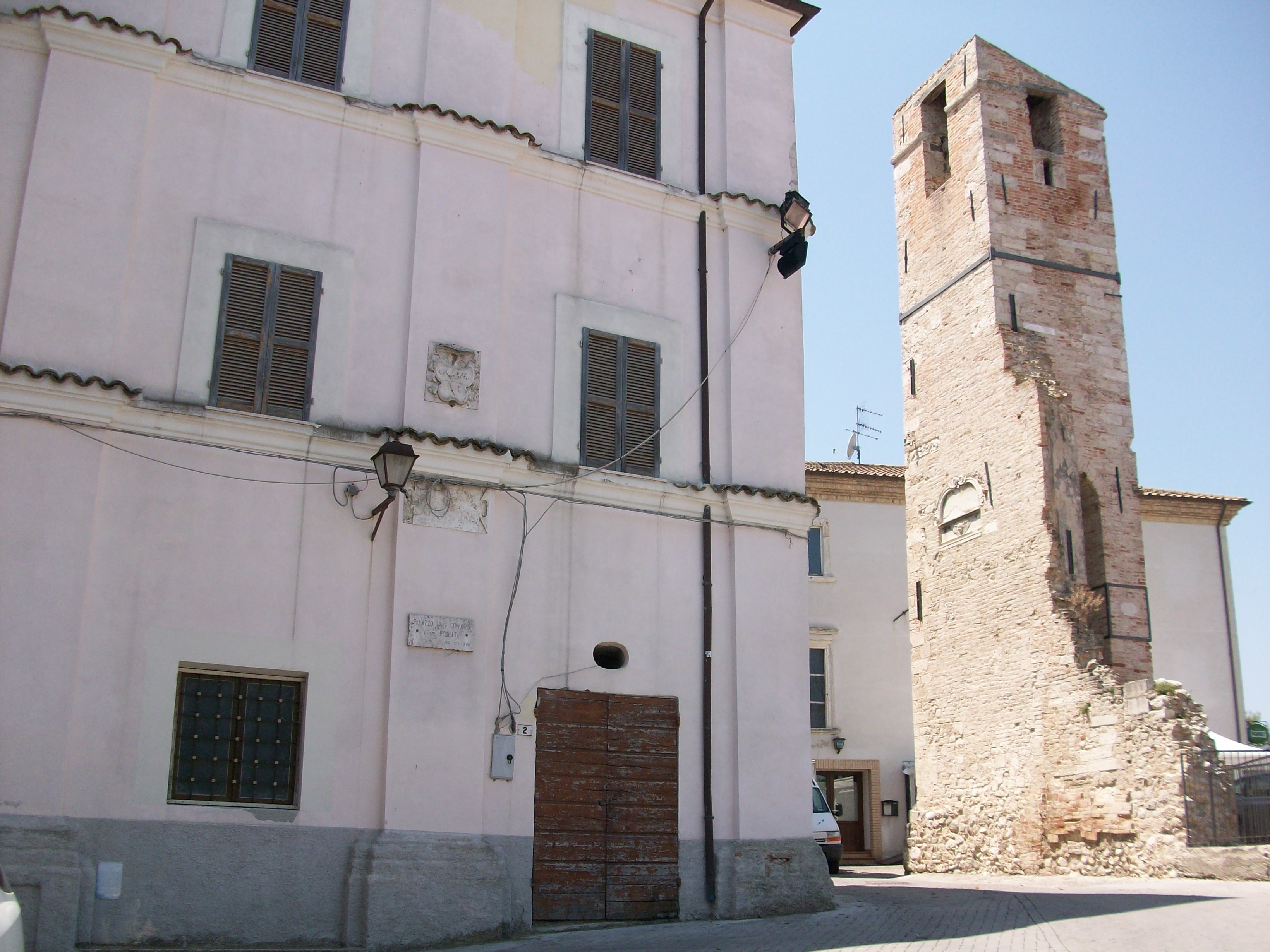
Centro storico: antica torre campanaria dell'ex chiesa della Madonna della Pace

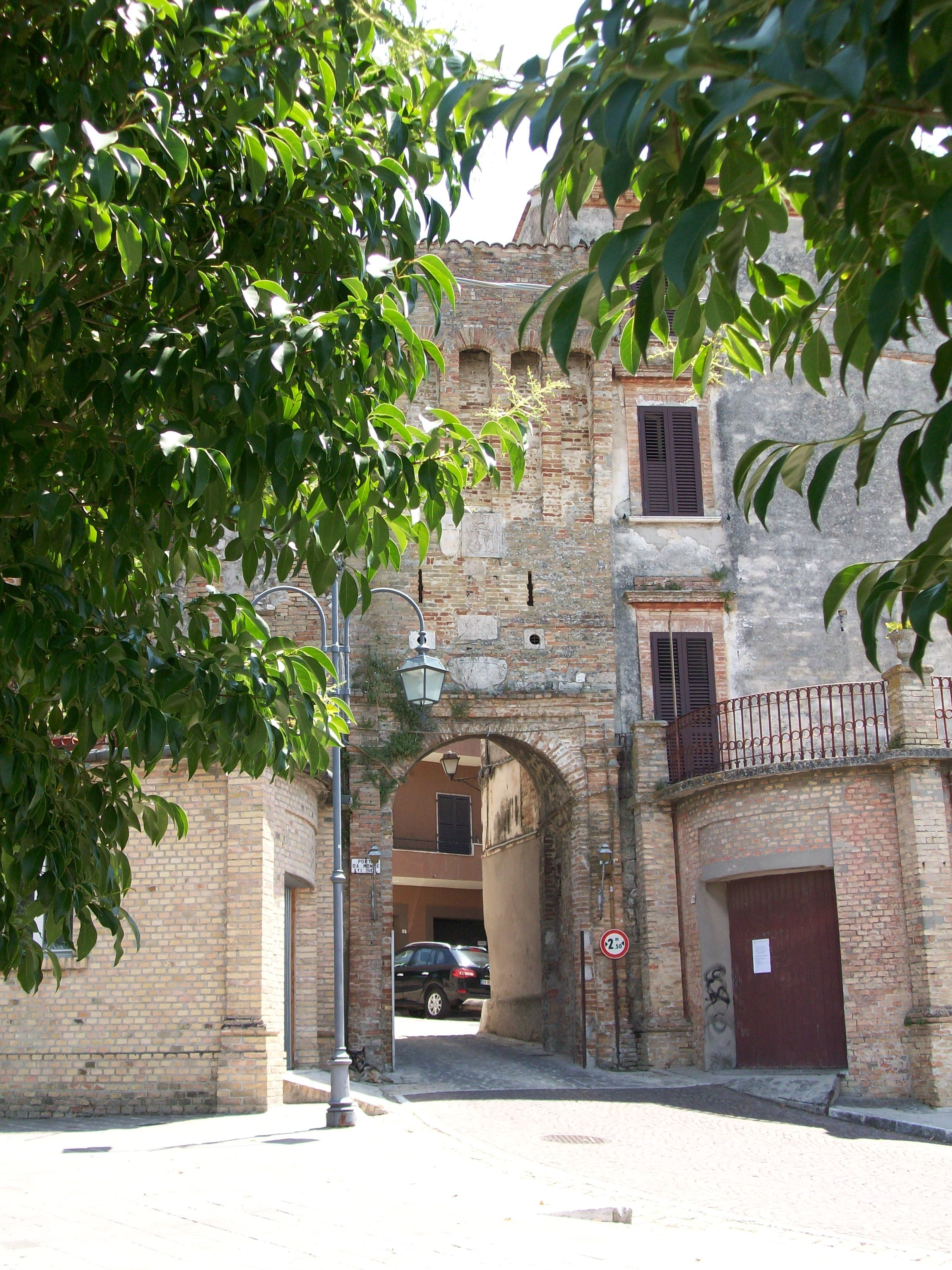
Porta da Monte

- Chiesa della Madonna della Misericordia (1626): lungo viale papa Giovanni XXIII, risale al XV secolo, costruita simile ad altre chiese del teramano a pianta centrale circolare, come il duomo di Giulianova o la chiesa del Rosario a Mosciano Sant'Angelo. L'edificio è in laterizio esterno, con una cupola ellittica, realizzata nel 1628 con i soldi di Sigismondo Donato di Correggio, vescovo di Ascoli, su progetto di Giovanni Branca di Pesaro. Il portale è in travertino specchiato ad architrave piano, coronato da timpano, con una lapide dedicatoria, con stemma che rappresenta un leone rampante con la stella a 8 raggi, della famiglia del vescovo Donati di Correggio. Il campanile è a vela. L'interno è intonacato, frutto di un restauro ottocentesco in stile neoclassico.
- Chiesa della Madonna della Pace (1958): posta in piazza Santa Maria della Pace, risale al 1958, realizzata in stile pseudo romanico, poiché la vecchia chiesa di Santa Maria Assunta dentro le mura fu demolita perché instabile, lasciando in piedi solo la torre campanaria. La chiesa ha impianto moderno, rettangolare, con facciata terminante a spioventi, con oculo a finestra e portale preceduto da un piccolo portico a colonne pseudo ioniche; sul fianco si erge il campanile a torre in cemento armato. L'interno è a navata unica, terminato nel 1967, con abside semicircolare, e soffitto in legno a capriate. Di pregio conserva l'antica statua della Madonna della Pace del 1490, opera di Silvestro di Giacomo dell'Aquila, e le reliquie di San Simplicio; un tabernacolo e un trono vescovile del '700; ha anche tele settecentesche, come quella della Madonna del Rosario, opera di Nicola Monti.

Particolarmente pregiata è la statua della Madonna, costata 54 ducati; dopo dei restauri dovuti al terremoto del 2009, il Bambino in braccio alla Madonna è stato riposizionato accovacciato sul ventre, poiché delle alterazioni maldestre lo avevano tenuto diritto, facendo perdere elasticità e plasticità rinascimentale alla statua, anche perché la Madonna ha il volto inclinato verso il basso, osservando il Bambino che guarda in alto e la benedice, mentre Lei prega assorta; i capelli sono fasciati da un fazzoletto usato dalle nobildonne del Rinascimento, la veste è tutta dorata, nascondendo la sottoveste celeste.
- Torre campanaria di Ancarano: la torre è al centro del borgo, a pianta quadrata. Il concio della pietra è ben scolpito, tre blocchi di pietra bianca scolpiti con motivo simmetrico di volute d'acanto ai lati di un calice desinenti in protomi di mostri marini, dalle pinne palmate. I tre blocchi sono posti alla stessa altezza a racchiudere i due lati di uno spigolo: su un fianco c'è il blocco col motivo completo; sull'altro ci sono i blocchi terminali del motivo con calice scolpito soltanto a metà. Presso la torre sono rimasti parti di arredo dell'ex chiesa della Madonna, un blocco di trabeazione con una testa d'angelo, cornice di edicola a volute con rosette e foglie, d'acanto, probabilmente facente parte di una cappella. La torre termina con un orologio pubblico e una rozza cella campanaria, rifatta dopo il terremoto dell'Aquila del 1703.
- Chiesa della Madonna della Carità (XVIII secolo): nella contrada omonima, risale al XVIII secolo, posta sopra la chiesetta di San Simplicio, venerato nella parrocchia di Ancarano. La chiesa è in laterizio, ha copertura a capanna; sulla facciata si apre un semplice portale ad architrave piano incorniciato con timpano. Alla parete posteriore poggia il campanile turrito, che termina con una guglia. Su ognuna delle pareti lunghe si apre in alto una finestra ad arco ribassato.
- Chiesa di San Rocco (primi decenni del Cinquecento): piccola cappella manierista nei pressi del cimitero, in via San Rocco. Fu costruita nel XVI secolo, quando gli ancaranesi divennero devoti al santo per la protezione dalla peste. La chiesetta è una cappella molto semplice, con ingresso preceduto da un portico, il campanile è a vela, l'interno ha una navata piccola, raccolta, con la nicchia nell'altare, con la statua del santo. La chiesa fu usata come cimitero ufficiale di Ancarano, anche dopo le norme igieniche del Regno del 1852. Ancarano continuò a usare la chiesa come luogo di sepoltura, sino al 1880, quando fu costruito il vicino cimitero comunale.

### Architetture militari
- La fonte di Monsignore: antica sorgente romana, posta nella periferia sud, al bivio della Madonna della Misericordia, viene ricordata anche nello Stradario di Franco e Riccardo Rampini. Viene così chiamata perché posta nei terreni del vescovo di Ascoli e del seminario diocesano. Benché risalga all'epoca romana, la fontana è stata rimaneggiata varie volte, si presenta leggermente scavata nel terreno, con murature contro la collina, e con la grande vasca di abbeveraggio dove scorre l'acqua.
- Porta del Monte e Porta dal Mare: la porta di ingresso detta anche "della Terra", si affaccia ad ovest sui monti Sibillini, accessibile da via Roma, l'altra è rivolta sull'Adriatico, lato via San Rocco. La porta maggiore è sovrasta dagli stemmi vescovili della diocesi ascolana, oltre l'arco, si conserva la torre di avvistamento per il passaggio delle guardie, con merlature e beccatelli allo stile marchigiano. Era dotata anche di ponte levatoio. La Porta Marina conserva gli stemmi vescovili di Ascoli, ha arco gotico ogivale, son la torre a beccatelli e caditoie superiore, ed è collegata a un palazzo. Il circuito murario continuava, ma è stato demolito per aprire la strada di via Spalazzi. All'interno del borgo La Porta Nuova è la più recente, aperta in affaccio alla piazza municipale: si tratta di un semplice arco contornato da mattoni, con lo stemma comunale di Ancarano, aperto sfondando la cortina di case-mura, per permettere più facilmente l'accesso alla piana occidentale di Ancarano, dove negli anni '60 avverrà lo spostamento di gran parte della popolazione in nuovi quartieri. Nel centro, in piazza Belvedere Cecco d'Ascoli, si conserva la torre campanaria dell'ex chiesa di Santa Maria Assunta o della Pace, demolita negli anni '50 per una frana.

### Architetture civili
- Palazzo Bagalini : Menzionato in molti libri di architettura Palazzo Bagalini è un edificio monofamiliare risalente ai primi anni del '900 , è situato nella prima zona del comune di Ancarano, immediatamente fuori dalla cinta muraria che delimita il centro storico, affacciato su via Roma. Il fabbricato rappresenta un esempio della edilizia residenziale della nobiltà di inizio secolo nei borghi marchigiani e abruzzesi, contraddistinta da impianti planimetrici di chiara ispirazione ottocentesca e prospetti arricchiti da decorazioni in pietra con stilemi riferibili al periodo liberty.

## Società

### Evoluzione demografica
Abitanti censiti

### Etnie e minoranze straniere
All'inizio del 2016 la popolazione straniera residente ad Ancarano risulta essere il 6,3% del totale. La comunità più numerosa è quella cinese (2,3% del totale della popolazione residente); seguono quella albanese (1,2%) e quella rumena (0,9%).

## Infrastrutture

### Strade
Il comune di Ancarano è collegato principalmente dal Raccordo autostradale 11 (collegamento est-ovest, dall'autostrada A14 fino confluire nella Strada statale 4 Via Salaria e proseguire verso Roma) ed ha lo svincolo "Ancarano - Castel di Lama", si può raggiungere anche con la Strada Statale 259 che collega la città di Alba Adriatica a quella di Folignano

## Amministrazione
| Periodo          | Periodo          | Primo cittadino      | Partito                     | Carica      | Note                 |
| ---------------- | ---------------- | -------------------- | --------------------------- | ----------- | -------------------- |
| 6 giugno 1993    | 27 aprile 1997   | Emiliano Scarpantoni | Lista civica                | Sindaco     | [ 12 ]               |
| 28 aprile 1997   | 13 maggio 2001   | Antonio Viola        | Lista civica di sinistra    | Sindaco     | [ 13 ]               |
| 14 maggio 2001   | 23 febbraio 2009 | Emiliano Di Matteo   | Lista civica Civica Ancaria | Sindaco     | [ 14 ] [ 15 ] [ 16 ] |
| 24 febbraio 2009 | 7 giugno 2009    | Alfonso Del Cane     | Lista civica Civica Ancaria | Vicesindaco | [ 17 ]               |
| 8 giugno 2009    | in carica        | Angelo Panichi       | Lista civica Civica Ancaria | Sindaco     | [ 1 ] [ 18 ]         |

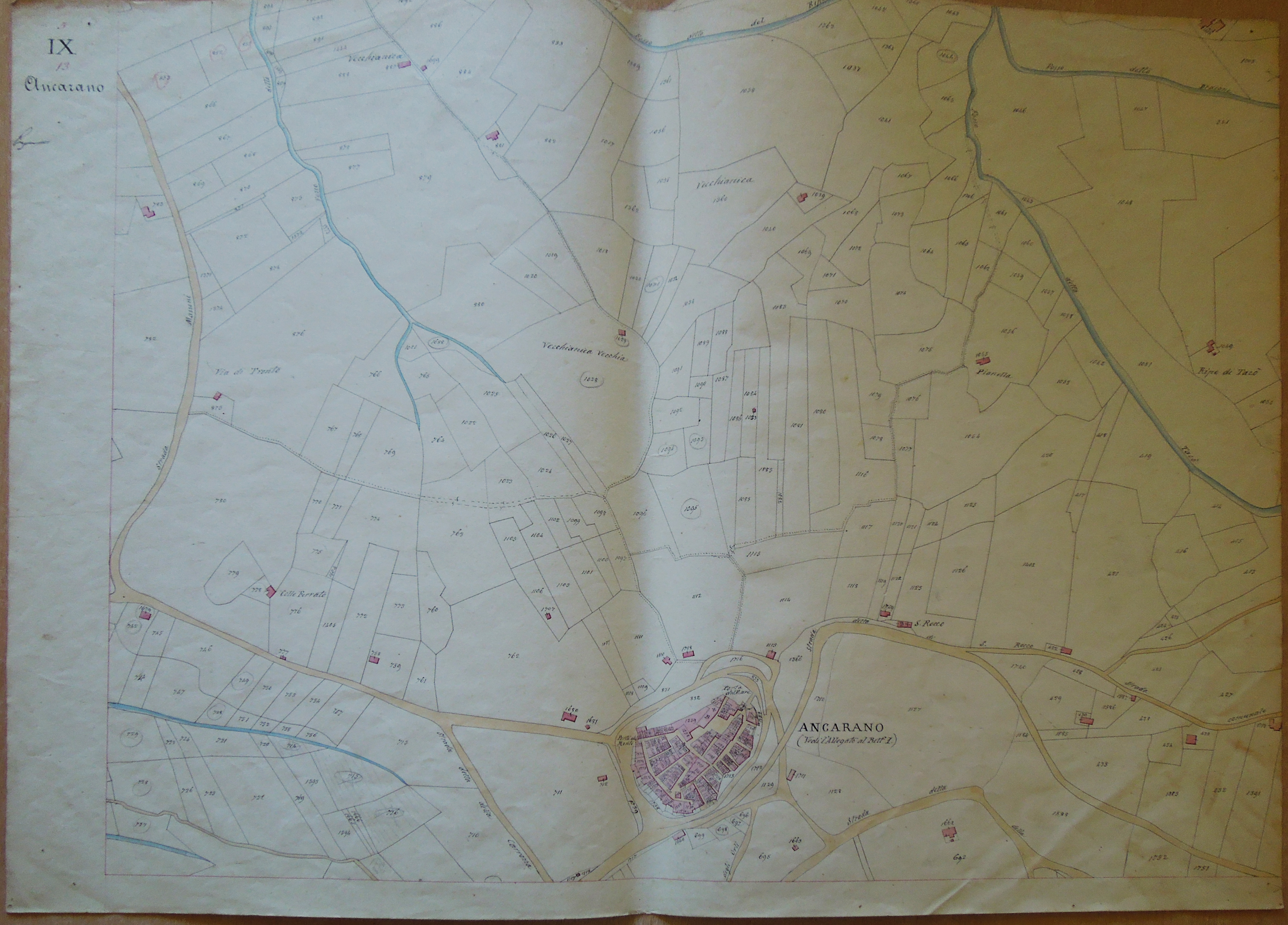
Foglio IX della Mappa del Comune di Ancarano. Anno 1883.
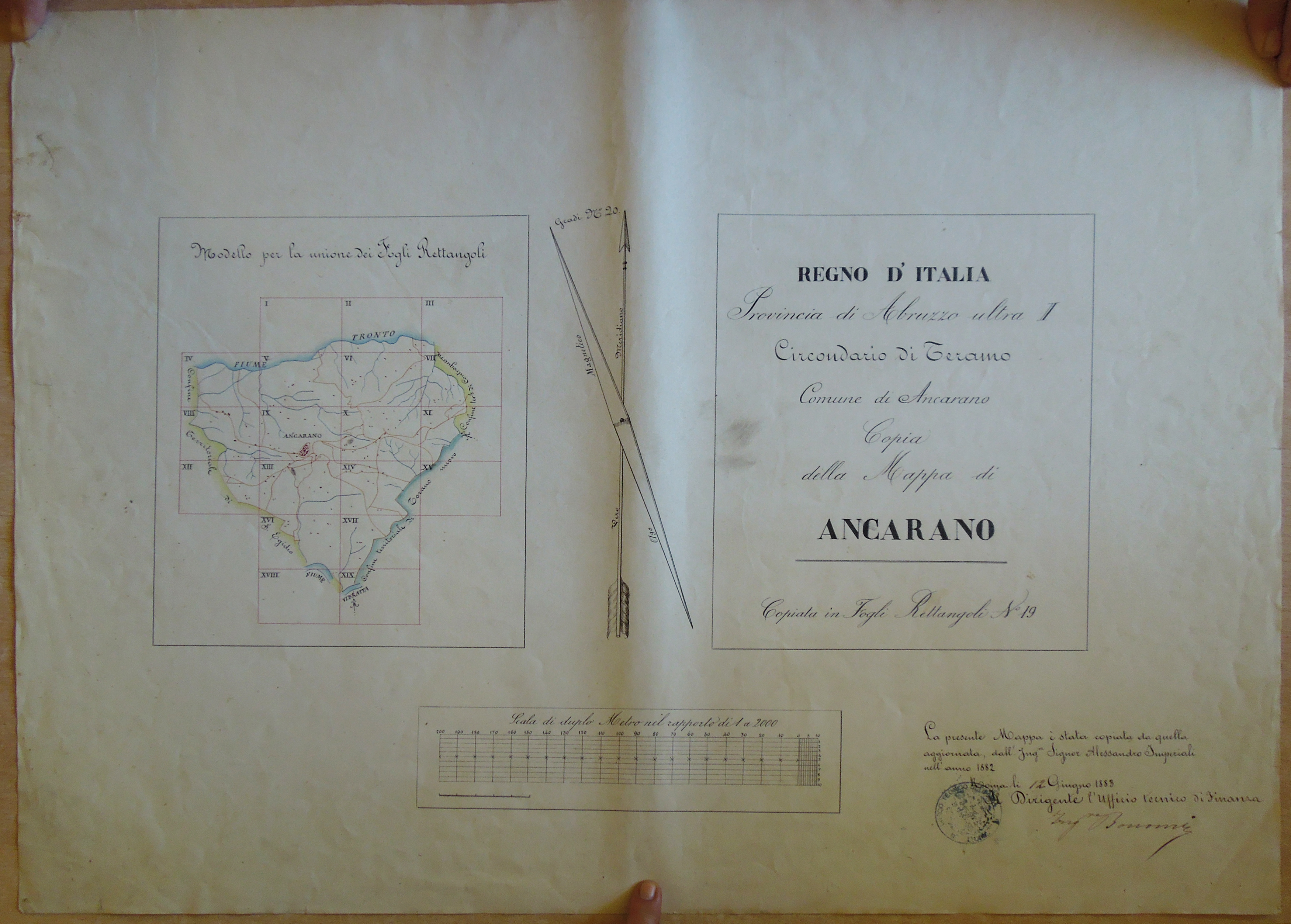
Frontespizio della Mappa di Ancarano del 1883.

## Gemelaggi
Il Comune di Ancarano ha firmato patti di amicizia e collaborazione con altre città/comuni del mondo:
- Ankaran (2025)[19]

### Periodici
- "Ancarano & dintorni, periodico di informazione amministrativa e culturale del territorio di Ancarano", Comune di Ancarano, A. 1, [2004];